# 阿尔博拉菲亚

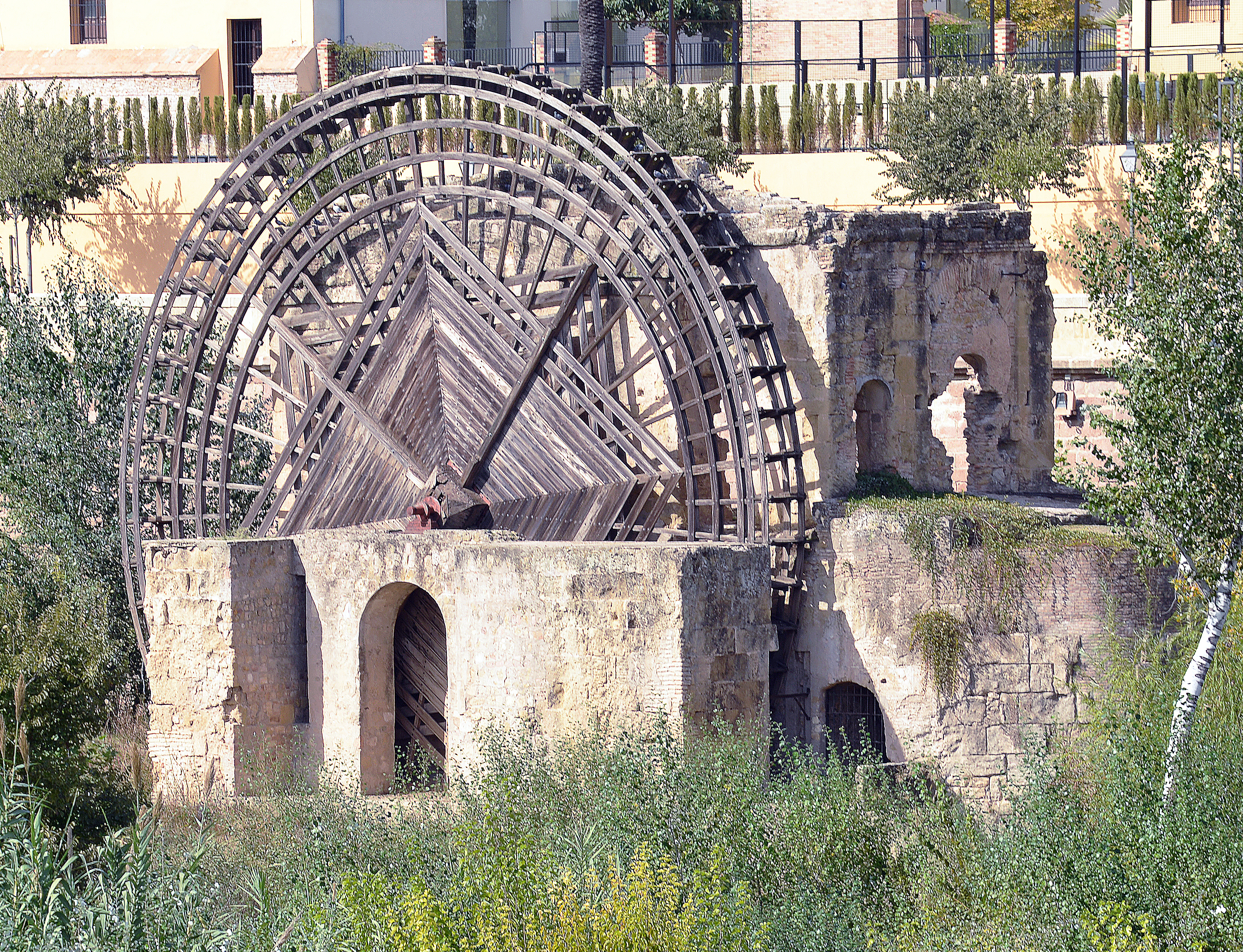
The Noria of the Albolafia today

阿尔博拉菲亚（Albolafia）是西班牙科尔多瓦历史中心瓜达尔基维尔河上的一个中世纪水车。它是科尔多瓦历史悠久的水车之一，靠近罗马桥和基督教君主城堡。普遍认为它兴建于伊斯兰时期，但是确切起源尚不确定。

## 词源
据西班牙学者费利克斯·埃尔南德斯·吉门尼斯 (Felix Hernández Giménez) 所说，“Albolafia”这个名字的 阿拉伯语 意思是“好运”或“身体健康”。

## 历史

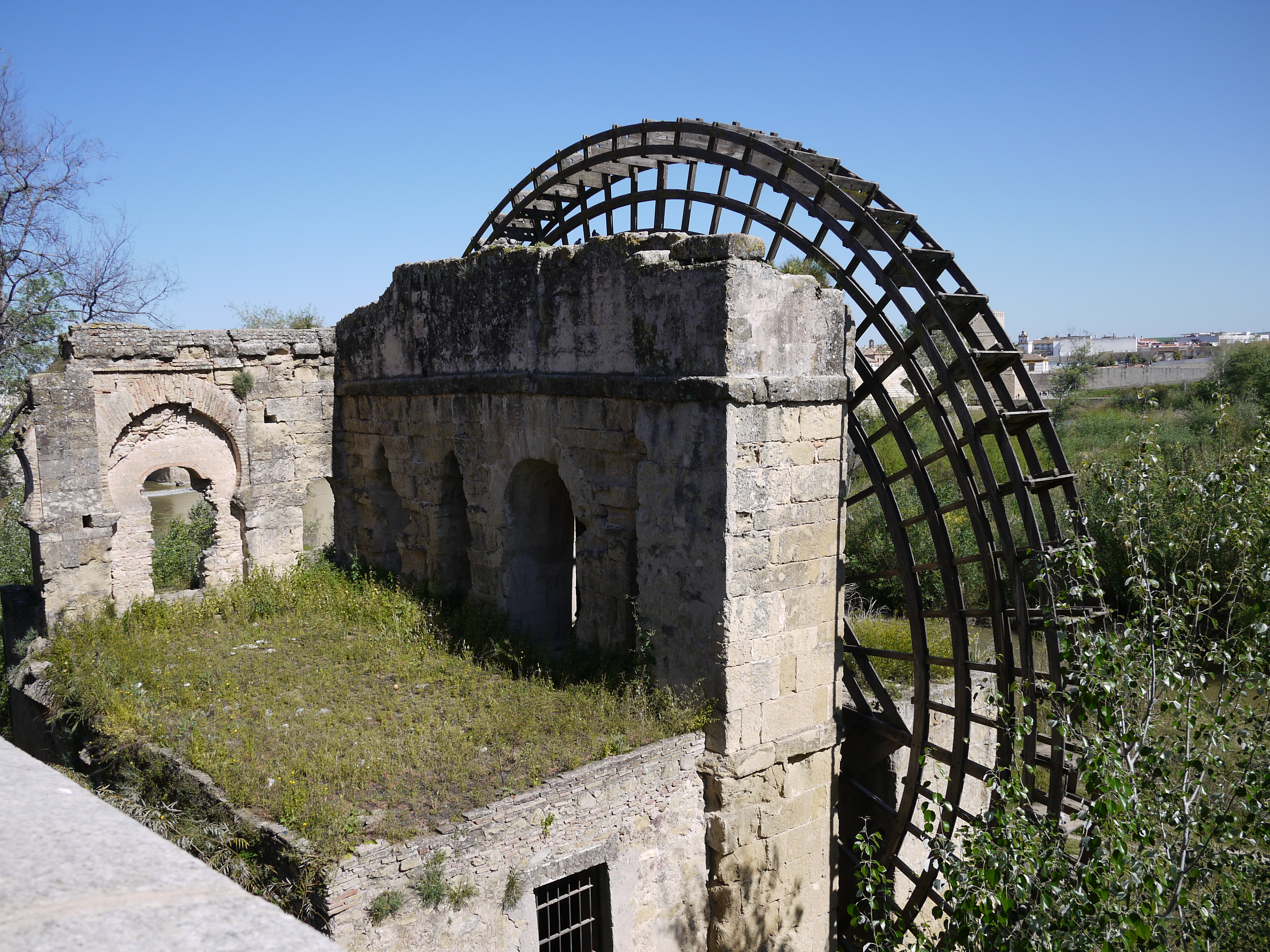

## 功能
水车的最初目的是从河中取水进入渡槽，将水输送到城市和附近的皇宫。轮子的直径为15米，由河水推动。15世纪后，水车不再用于供水，连接城市的渡槽可有可无。由三个马蹄形拱门组成的渡槽一直存在到20世纪初，现在保留其中一个拱门。